# Richard Kingson
Richard Paul Franck Kingson (Accra, 13 juni 1978) is een Ghanese voormalige profvoetballer die speelde als keeper. Momenteel is hij keeperstrainer bij het Ghanees nationaal voetbalelftal. Hij is ook bekend onder zijn Turkse naam Faruk Gürsoy en soms met de achternaam Kingston, wat de achternaam is die hij gebruikte in zijn UEFA-registratie. en ook de achternaam van zijn broer Laryea Kingston. De verschillende schrijfwijzen van de achternamen zijn te wijten aan een "onregelmatigheid op zijn identiteitsdocumenten". Zelfs in zijn geboorteland Ghana werd hij geciteerd als "de man die de 't' van zijn achternaam heeft gehaald".
Na zijn vertrek uit zijn geboorteland speelde hij voor verschillende clubs in Turkije, voor Hammarby in Zweden, en in Engeland voor Birmingham City, Wigan Athletic en Blackpool, die hem aan het einde van het seizoen 2010-11 uitbrachten.
Kingson was de vice-aanvoerder voor het Ghanees nationaal voetbaltelftal. Hij heeft zowel een Ghanees paspoort als een Turks paspoort.

## Clubcarrière

### Turkije
Kingson verliet zijn geboorteland Accra in 1996 om een carrière in Turkije na te streven, waar hij zes verschillende clubs vertegenwoordigde, en werd genaturaliseerd tot staatsburger, en nam een Turkse naam aan, Faruk Gürsoy, afkomstig van Faruk Süren en Ergun Gürsoy. Zijn eerste club in Turkije was Galatasaray SK, waar hij in december 1996 voor tekende, maar geen enkele wedstrijd speelde. In het seizoen 2004-05, toen hij weer bij Galatasaray speelde, werd hij voor zes maanden geschorst van voetbal na een mislukte dopingtest.

### Birmingham City
Na een uitleenperiode van drie maanden aan de Zweedse club Hammarby IF, trok hij de aandacht van andere clubs in Europa, waaronder Aalborg, Maccabi Tel Aviv en Birmingham City, waarbij hij uiteindelijk bij laatstgenoemde club in dienst trad. Op 28 augustus 2007 maakte Kingson zijn debuut voor Birmingham in een League Cup derde ronde wedstrijd tegen Hereford United. Hij speelde eenmaal in de Premier League, in een 2-0 nederlaag tegen Portsmouth in caretaker manager Eric Blacks enige wedstrijd onder leiding. Aan het einde van het seizoen gaf mede-eigenaar David Sullivan de schuld van de degradatie van de club aan de kwaliteit van de handtekeningen van de vorige manager Steve Bruce, waarbij hij Kingson een "complete verspilling van ruimte" noemde. Kingson was teleurgesteld en boos over de oneerlijkheid van Sullivans reactie, en zei dat "een ouder persoon, in zijn positie, volwassen moet spreken. Hij moet als mede-eigenaar een verantwoordelijke man zijn om goed te spreken en een voorbeeld te zijn voor jongere mensen." Het contract van de speler, dat nog een jaar liep, werd aan het einde van het seizoen 2007-08 met wederzijds goedvinden ontbonden.

### Wigan Athletic
Kingson sloot zich aan bij voormalig manager Steve Bruce toen hij op 12 september 2008 tekende voor Wigan Athletic. Hij kreeg het rugnummer 22, hetzelfde nummer als hij draagt voor Ghana. Hij maakte zijn debuut in de derde ronde van de FA Cup tegen Tottenham Hotspur, waar zijn ploeg met 3-1 verloor. Hij maakte zijn eerste optreden in de Premier League voor de club toen hij de geblesseerde Chris Kirkland na 10 minuten verving in de uitwedstrijd tegen West Bromwich Albion op 9 mei 2009. Hij redde een penalty van Chris Brunt, maar Brunt kon scoren uit de rebound, en de wedstrijd eindigde in een 3-1 nederlaag. Hij werd ontslagen nadat zijn contract bij Wigan afliep aan het einde van het seizoen 2009-10.

### Blackpool
Na zijn vrijlating door Wigan Athletic tekende hij in september 2010 voor nieuwkomer Blackpool in de Premier League. Hij maakte zijn debuut voor the Seasiders in een 3-2 nederlaag tegen Aston Villa op 10 november 2010. Na een blessure van eerste keus keeper Matthew Gilks, had Kingson een langere periode in het eerste team. Op 26 mei 2011 werd Kingson ontslagen, samen met een aantal andere Blackpoolspelers.

### Doxa Katokopias
Na twee jaar uit het spel te zijn geweest, tekende Kingson in juli 2013 een eenjarige overeenkomst voor Cypriotische Eerste Divisieclub Doxa Katokopias. Hij maakte zijn debuut op de openingsdag van het competitieseizoen, waarbij hij de nul hield toen zijn team Nea Salamis met 2-0 versloeg.

### Balıkesirspor
In januari 2014 keerde Kingson terug naar Turkije, om te spelen voor Turkse tweedeklasser side Balıkesirspor op een half jaar plus twee jaar deal.